# Ур-Лумма
Ур-Лумма — правитель (энси) древнего шумерского города Умма, правивший в XXIV веке до н. э.
Сын Энакалле. Называет себя «лугалем Уммы, сыном Энакале, лугаля Уммы». Лагашские правители называют всех правителей Уммы — «энси».
В правление Энаннатума I лагашского Ур-Лумма отказался платить Лагашу дань и в союзе с чужеземцами (по-видимому, эламитами или жителями Хамази) вторгся на территорию Лагаша. 

«Ур-Лумма, энси Уммы, пограничный канал бога Нингирсу, пограничный канал богини Нанше осушил. Стелу (установленную там) огню предал, землю (в этом месте) распахал. Троны всех богов в Намнундакигаре он разрушил. Со всеми враждебными странами он договорился, пограничный канал бога Нингирсу перешёл».— Фрагмент надписи Энтемены на глиняных конусах
В ходе войны Энаннатум I потерпел поражение и уступил Умме контроль над Гуэдинной.
Однако новый энси Лагаша Энтемена выступил против Ур-Луммы, нанёс уммаитам поражение и преследовал их до самой Уммы. По-видимому, вследствие этих неудач в войне в Умме вспыхнуло восстание, Ур-Лумма был свергнут и убит, а его место занял жрец Иль.